# Vairócsana
Vairócsana vagy Mahávairócsana (szanszkrit वैरोचन Vairocana,  Mahāvairocana , kínaiul 大日如來 Dàrì Rúlái illetve 毘盧遮那佛 Pílúzhēnàfó, japánul 大日如来 Dainicsi njorai illetve 毘盧遮那仏 Birusana-bucu, tibetiül རྣམ་པར་སྣང་མཛད rNam-par-snang mdzad, koreaiul 비로자나불 毘盧遮那佛 Birojanabul vagy 대일여래 大日如來 Daeil Yeorae, vietnámiul Đại Nhật Như Lai) egy égi buddha, akit (pl. az Avatamszaka szútrában) gyakorta értelmeznek a történelmi Buddha boldogság testeként; úgyis hivatkoznak rá, mint a Buddha igazság teste, illetve "a nagy nap buddha." A kínai-japán buddhizmusban úgy tekintenek rá, mint az üresség buddhista koncepciójának megtestesítőjére. A vadzsrajána buddhizmusban Vairócsana az öt bölcsességbuddha világának középen helyezkedik el. A tibeti buddhizmusban minden bölcsességbuddhához kapcsolódik egy női buddha is; eszerint Vairócsana hitvese Fehér tárá.
Vairócsana nem összetévesztendő Virócsanával, aki az Aszurák (egyfajta természetfeletti lények) királyaként szerepel a Csándogja Upanisad nyolcadik fejezetében.

## Vallási történelme
Vairócsana először a Brahma háló szútrában tűnt fel:
Most én, Vairócsana buddha ülök a lótusz alapzaton; az engem körülvevő ezernyi virágon ezernyi Sakjamuni buddha van. Minden virág száz milliónyi világot támogat, s minden világban megjelenik egy Sakjamuni Buddha. Mindegyikük egy bódhifa alatt ül, és egyidejüleg érik el a tökéletes megvilágosulást. Mindennek a megszámlálhatatlan sok buddhának az "eredeti teste" Vairócsana.
Megemlítik a Virágfüzér szútrában is; ugyan a Vairócsanára vonatkozó doktrina javarészt a Mahávairocsana szútra tanításain és kisebb részt a Vadzsraszekhara-szútrán alapul. Sákjamuni Buddha díszítő jelzőjeként is szerepel az Egyetemes Erény bódhiszattván való meditálás című szútrában, mint aki az Állandóan nyugodt fény nevű helyen tartózkodik. Vairócsana kiemelt szerepet kap a kínai Hua-jen (kínaiul 華嚴宗 Huáyán Zōng) buddhista iskolában, továbbá a japán Kegon és singon buddhizmusban. A singon esetében Vairócsana központi szerepet játszik.
A kínai-japán buddhizmusban Vairócsanát - mint a hódolat tárgyát - fokozatosan felváltotta Amitábha buddha, nagyrészt a Tiszta föld buddhizmus növekvő népszerűsége miatt; viszont öröksége továbbra is fennáll a Tódai-dzsi templomnál található hatalmas bronzszobron át, és persze a singon buddhizmuson keresztül, ami egy jelentős kisebbséget képvisel a japán buddhisták körében.
Francis Xavier római katolikus misszionáriust Japánba látogatásakor üdvözölték a singon szerzetesek, mivel Istenre Dainicsiként hivatkozott. Ahogy Xavier többet tanult a világ vallási árnyalatairól, helyettesítette a "Deusu" kifejezést, amit a latin és portugál "Deus" szóból származtatott.
Dohan, egy singon szerzetes, úgy hivatkozott a két nagy buddhára (Amitábha és Vairócsana), mint egy és ugyanazon Dharmakája buddhára, aki a valódi természete és lényege minden jelenségnek és lénynek. Egy singon követő egyre több mindent megérthet abból, amiről Dohan szerzetes beszél ezzel kapcsolatban; ahogy dr. James Sanford rámutat: ott a megértése annak, hogy Amitábha a Dharmakája buddha, Vairócsana; aztán annak a felfogása, hogy Amitábha mint Vairócsana ezen tér és idő univerzumában örökké megnyilvánul. Végül pedig ott a legbelső ráeszmélés, miszerint Amitábha a valódi természete (fizikailag és spirituálisan) minden lénynek, hogy ő az omnivalens bölcsességtest, ő a meg-nem-született, meg-nem-nyilvánuló, változatlan valóság, ami minden jelenség legmélyén csendesen meglapul.

## Vairócsana-szobrok
Az ürességre való tekintettel masszív mérete és ragyogása a Vairócsana-szobroknak emlékeztetőül szolgál, hogy minden feltételhez kötött létforma üres, s nincs állandó identitása.
Tódai-dzsi nagy buddhája (Narában, a Kegon buddhista templomnál) a világ legnagyobb bronzból készült Vairócsana-szobra; az afganisztáni "bájimáni buddhák" néven ismert (szintén Vairócsana-szobrok) nagyobbak voltak, ám ezeket 2001-ben a tálibok megsemmisítették.
Jáva szigetén található Magelangban (Borobudurhoz közel) a Mendut buddhista templom, melyet a Szailendra-dinasztia épített a IX. században, szintén Vairócsanának lett szentelve. Itt egy három méter magas Vairócsana-szobor ülő helyzetben ábrázolja a bölcsességbuddhát, amint éppen a dharmacsakra mudrát formálja. A szobrot két oldalról Avalókitésvara és Vadzsrapáni alakjai szegélyezik.
A kínai Honan tartomány Lushan megyéjében található Tavaszi templom buddhaként ismert (szintén Vairócsanát ábrázoló) szobor, a maga 126 méterével jelenleg a világ legmagasabb szobra.

## Galéria

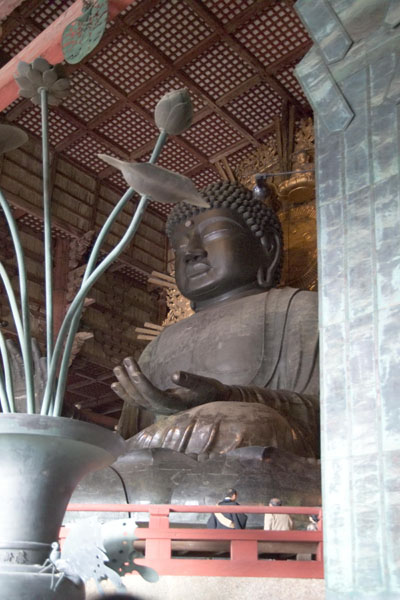
Tódai-dzsi nagy buddhája a Kegon buddhista templomnál. Nara, Japán.
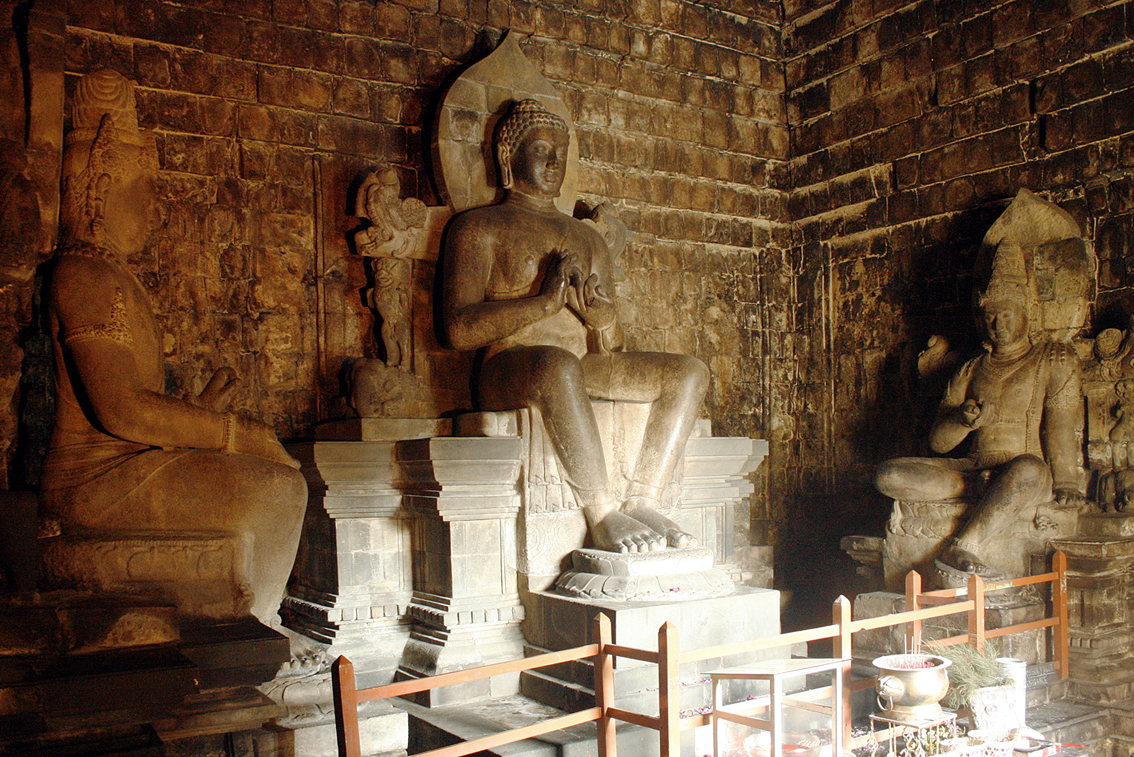
Vairocsana buddha Avalókitésvarával és Vadzsrapánival. Mendut buddhista templom. Magelang, Indonézia.
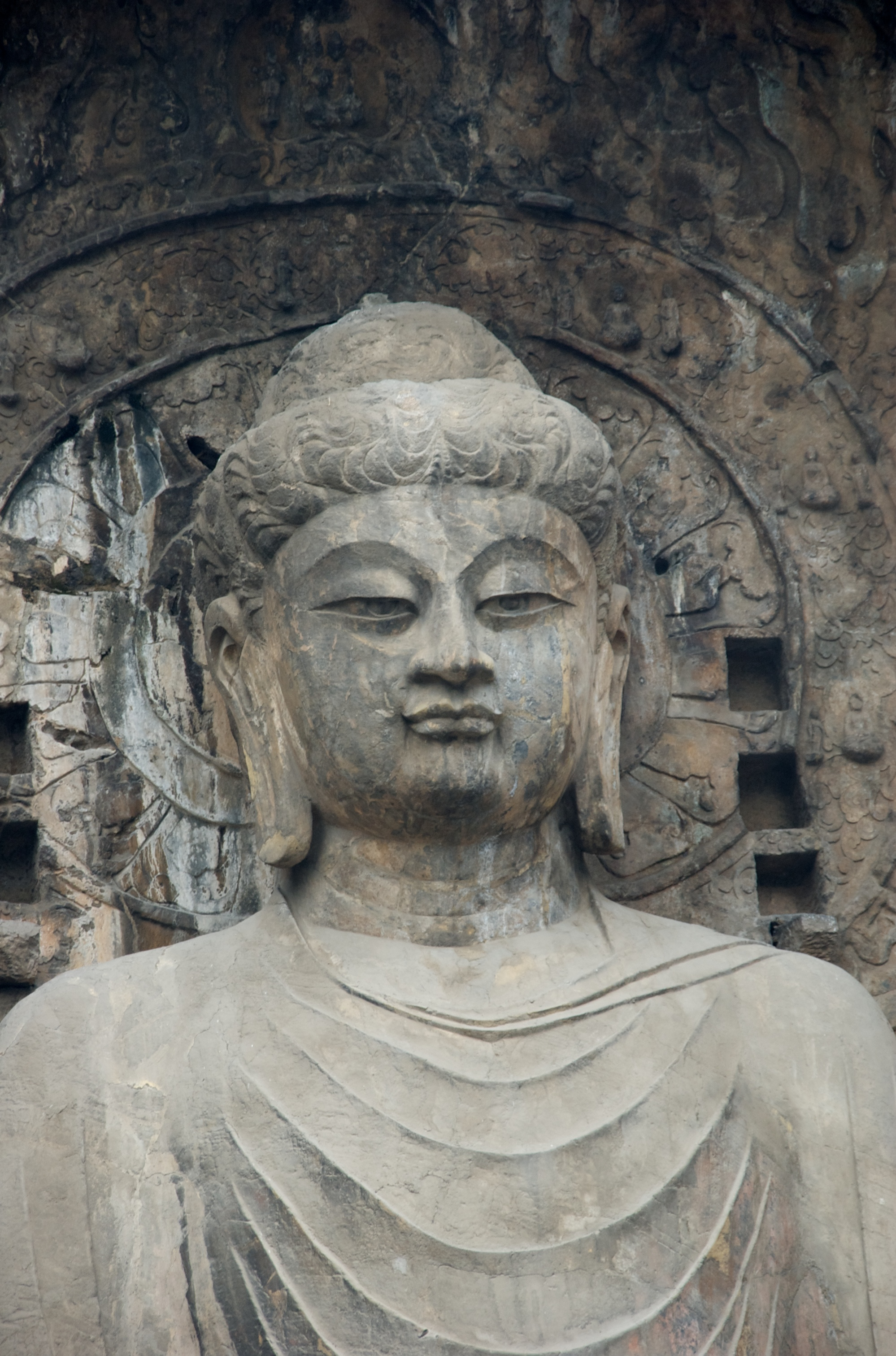
Longmen nagy Vairocsana buddhája. Lungmen-barlangok, Kína.
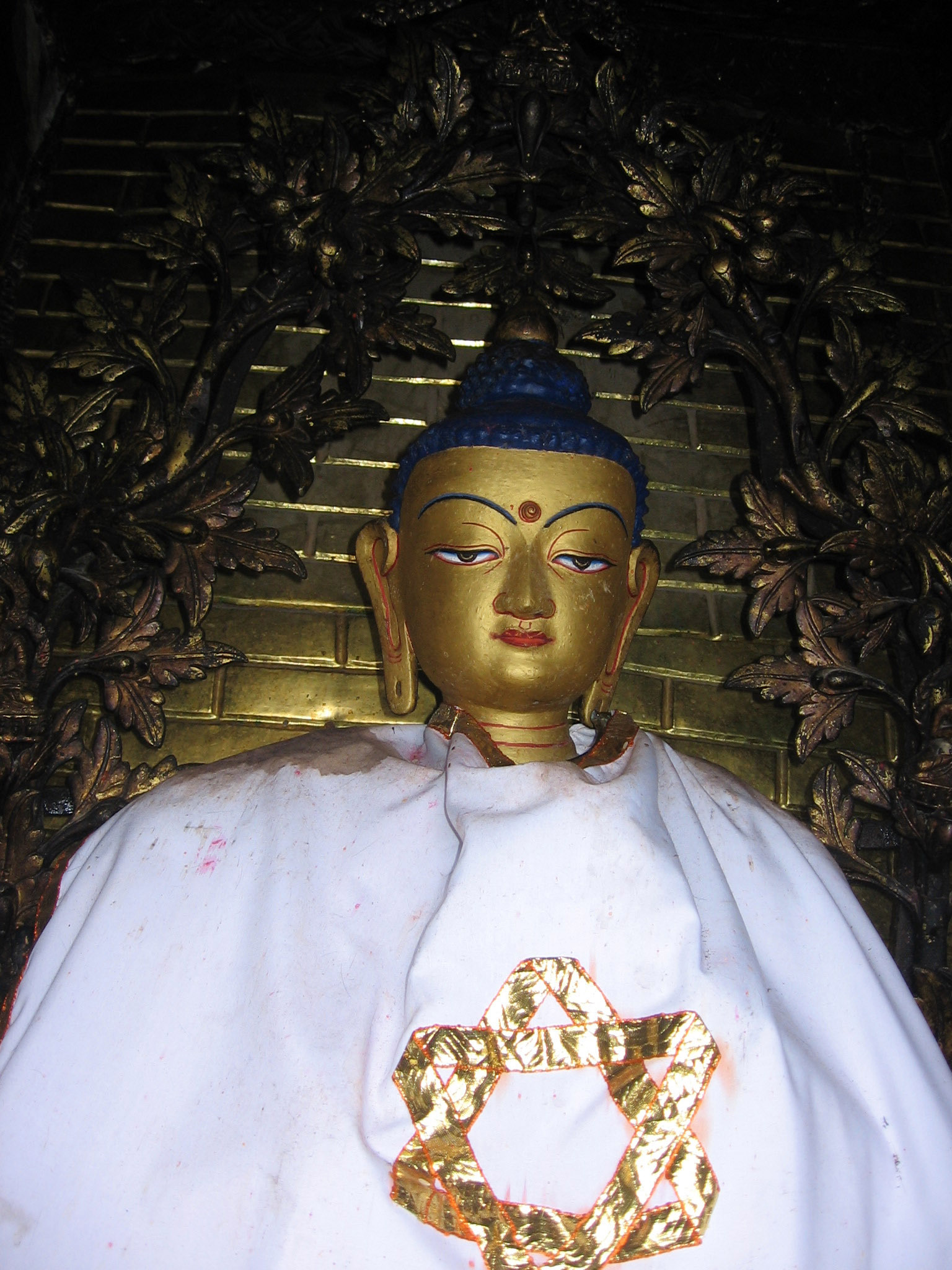
Aranyozott Vairocsana szobor a Szvajambhu sztúpa keleti oldalán levő szentélyben. Katmandu, Nepál.

## Lásd még
- Öt bölcsességbuddha
- Gyémántbirodalom
- Singon buddhizmus
- Mahávairócsana szútra

## Külső hivatkozások
- Mahavairochana Museum Exhibit
- Dainichi Nyorai, The Cosmic Buddha, Japanese Buddhism Photo Gallery
- Dainichi Nyorai - Butuzou Museum
- Dainichi Nyorai (Mahabairochana) - eKokuhou e-Museum Archiválva 2014. április 10-i dátummal a Wayback Machine-ben
- New York Public Library Digital Gallery, early photograph of Hyōgo Daibutsu Archiválva 2012. február 11-i dátummal a Wayback Machine-ben
- Vairocana Buddha 13th century CE Image (Japan)